# Bert Sakmann
Bert Sakmann (ur. 12 czerwca 1942 w Stuttgarcie) – niemiecki cytofizjolog, laureat nagrody Nobla w dziedzinie fizjologii.
Studiował na uniwersytecie w Stuttgarcie. Od 1974 pracował w Instytucie Chemii Biofizycznej Maxa Plancka w Getyndze, od 1990 był profesorem Uniwersytetu Ruprechta i Karola w Heidelbergu. W 1976 wraz z niemieckim fizykiem Erwinem Neherem wynalazł technikę patch clamp, pozwalającą na mierzenie aktywności elektrycznej komórek i badanie właściwości kanałów jonowych znajdujących się w błonie cytoplazmatycznej. Bert Sakmann zajmował się też mechanizmami pobudzania komórek nerwowych przez beta-endorfinę.
W 1991 roku Sakmann otrzymał, wspólnie z Neherem, Nagrodę Nobla za odkrycie funkcji pojedynczych kanałów jonowych w komórkach.